# Eduardo Ocón y Rivas

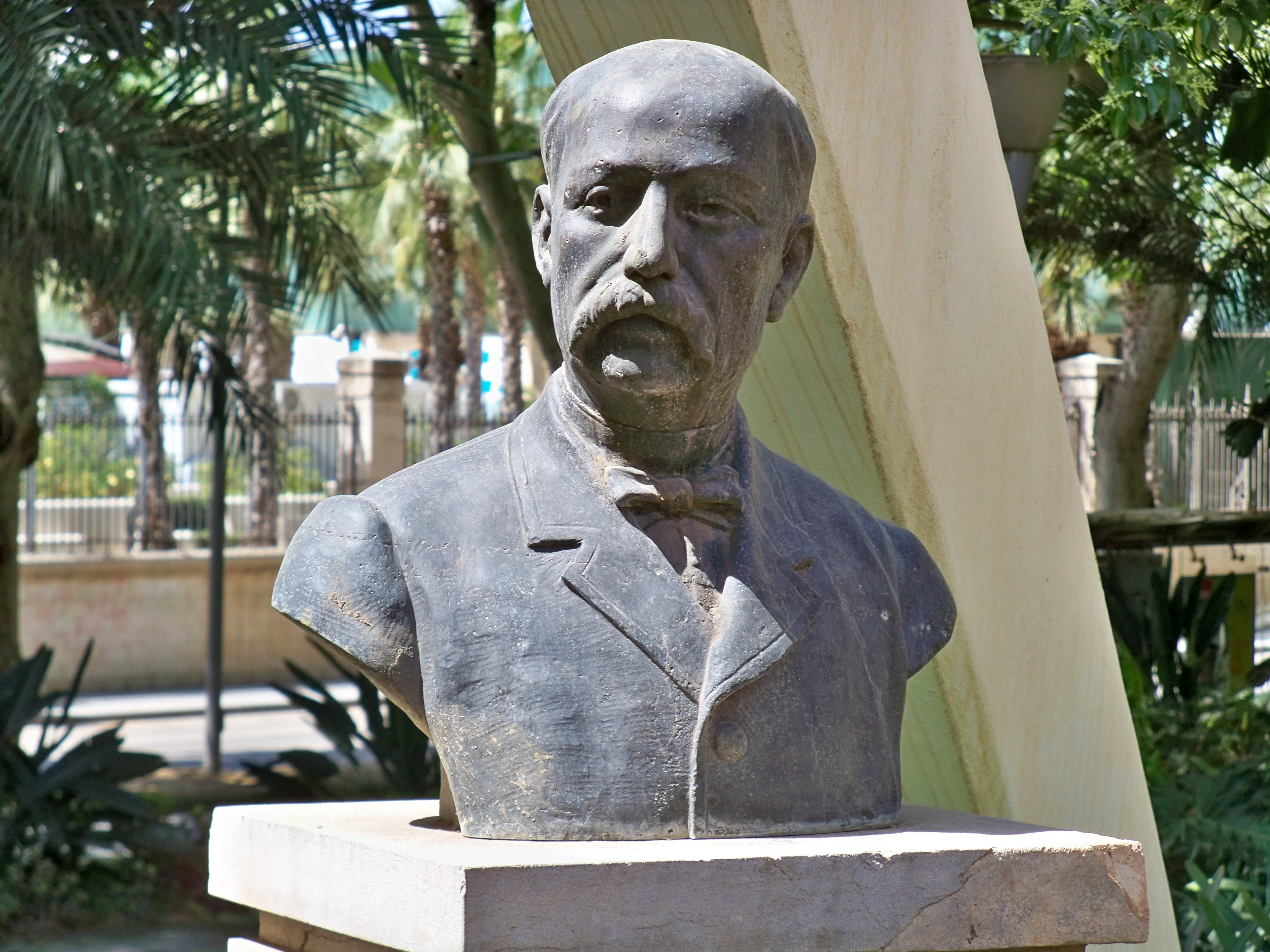
Denkmal für Eduardo Ocón y Rivas in Málaga

Eduardo Ocón y Rivas (* 12. Januar 1833 in Benamocarra (bei Málaga); † 28. Februar 1901 in Málaga) war ein spanischer Komponist,  Organist, Pianist und Gründer sowie Direktor des Konservatoriums von Málaga. Er gilt in der Musikwissenschaft als Pionier des spanischen Nationalstils.

## Leben und Werk
Mit sieben Jahren ging Eduardo Ocón zu seiner musikalischen Ausbildung zum Kapellmeister der Kathedrale von Málaga Mariano Reig und zum baskischen Organisten der Kathedrale José Joaquin Murguía. Neben Musiktheorie, Harmonielehre, Kontrapunkt, Fuge und Komposition lernte er dort auch das Orgel- und das Klavierspiel. Er galt als Wunderkind, denn bereits mit dreizehn Jahren komponierte er ein Miserere, das heute als verloren gilt. 1848 wurde er dreizehnjährig zum Leiter des Domchors ernannt. 1854 wurde er zweiter Organist der Kathedrale.
Er lebte de facto, von seinen Europareisen abgesehen, sein ganzes Leben in direkter Verbindung mit der Kathedrale von Málaga. Neben seinem Wohnsitz im Turm seit 1893 wirkte er dort auch als Chorprediger, Glöckner, Archivar und Erforscher seiner Musiksammlungen. In den 1860er und 1870er Jahren unternahm er größere beruflich orientierte Reisen nach West- und Mitteleuropa. In Brüssel lernte er den Komponisten, Musikwissenschaftler und Leiter des Brüsseler Konservatoriums François-Joseph Fétis kennen. Er war sehr von der deutschen Landschaft beeindruckt und komponierte seine phantastische Studie Rheinfahrt. Am stärksten ließ er sich musikalisch in den Jahren von 1867 bis 1870 in Paris prägen. Hier war er Hospitant in die Orgelklasse von Peter Benoit und Mitglied in der Kontrapunkt- und Fugenklasse von Ambroise Thomas. In dieser Zeit komponierte er unter anderem Stücke wie Recuerdos de Andalucía und den Konzertbolero En la playa. Er lernte in dieser Zeit bedeutende Musiker wie Daniel-François-Esprit Auber und Charles Gounod kennen, die sich unter anderem für die Aufführung einer Messe von Ocón in der Pariser Kirche Saint-Eustache starkmachten und dies durchsetzten. Ocón selbst wirkte während seiner Pariser Zeit als Musikprofessor an den Kommunalen Schulen von Paris.
1870 kehrte Ocón nach Málaga zurück, wo er als Nachfolger von Antonio José Cappa die Leiterstelle der „Societat Philarmonica“ besetzte. Er förderte die Gründung einer Musikschule, in der Musiktheorie und Geigenunterricht erteilt wurden. Diese Schule wurde innerhalb von zehn Jahren zum „Conservatori de Maria Cristina“ der Stadt weiterentwickelt. Es ist das älteste Konservatorium Andalusiens. Ebenfalls 1870 heiratete er die deutsche Pianistin Ida Borchardt, mit der er drei Kinder (Eduardo, Ida und Cecilio) hatte. Ida Borchardt wurde für Ocón vor allem hinsichtlich seines Klavierwerkes inspirierende Muse. 1880 übernahm er die Leitung des bereits genannten Konservatoriums. Einer seiner Schüler am Konservatorium war der Musikwissenschaftler und Komponist Rafael Mitjana (1869–1921), der das sogenannte Cancionero de Upsala, ein spanisches Liederbuch der Renaissancezeit, in einer Bibliothek in Schweden entdeckte. 1884 erlangte Ocón seine Position als zweiter Organist der Kathedrale zurück.
Eduardo Ocón trat vorwiegend als Komponist geistlicher Musik in Erscheinung. Er schuf Chorwerke, Salves, Motetten und Messen. Bekannt wurde er aber mit seiner quantitativ geringeren Zahl an weltlichen Werken wie dem Bolero de Concierto (Konzertbolero) oder der Rapsodie andalouse, die vielfach folkloristische Züge tragen. Berühmt wurde vor allem seine Liedsammlung mit Klavierbegleitung Cantos de España, die prestigeträchtig bei Breitkopf & Härtel in Leipzig erstveröffentlicht und von Komponisten wie Tomás Bretón, Amadeu Vives, Manuel de Falla und Felip Pedrell rezipiert wurde. Seit Ende des 20. Jahrhunderts ist die Person Eduardo Ocón musikwissenschaftlich eng an Gonzalo Martín Tenllado gekoppelt, dessen Werk Eduardo Ocón y el Nacionalismo Musical das Grundlagenwerk für alle weitergehenden Ocón-Forschungen darstellt.
Stilistisch kann man Ocóns Werk eine große Spontaneität und „Fließfähigkeit“ (span. „fluidez“) bescheinigen, das in Harmonien von großer technischer Raffinesse und Tiefe, wenn auch musikalisch etwas konservativ, auf den Hörer zukommt.
Eduardo Ocón wurde vielfach ausgezeichnet. Er wurde zum Offizier des Ordens Isabel la Católica ernannt. 1879 wurde er Mitglied der Real Academia de Bellas Artes de San Fernando. Er wurde zum Ehrenmitglied der Konzertgesellschaften von Málaga und Madrid ernannt.
Eduardo Ocón starb am 28. Februar 1901 an einer Lungenentzündung in Málaga.